# Lost and Found: The Story of Cook's Anchor
Lost and Found: The Story of Cook's Anchor è un mediometraggio documentario per la televisione del 1979 diretto da David Lean.